# 경상북도의 대학 목록
다음은 경상북도에 위치한 대학 목록이다.

## 대학
| 이름                  | 설립 유형 | 위치   | 규모                      | 비고     |
| --------------------- | --------- | ------ | ------------------------- | -------- |
| 경북대학교            | 국립      | 상주시 | 2캠퍼스, 17대학, 14대학원 |          |
| 국립금오공과대학교    | 국립      | 구미시 | 1캠퍼스, 1대학, 4대학원   |          |
| 국립안동대학교        | 국립      | 안동시 | 1캠퍼스, 7대학, 4대학원   |          |
| 육군3사관학교         | 국립      | 영천시 | 1캠퍼스, 1대학, -대학원   | 사관학교 |
| 경운대학교            | 사립      | 구미시 | 1캠퍼스, 4대학, 3대학원   |          |
| 경일대학교            | 사립      | 경산시 | 1캠퍼스, 8대학, 3대학원   |          |
| 김천대학교            | 사립      | 김천시 | 1캠퍼스, 1대학, 1대학원   |          |
| 대구가톨릭대학교      | 사립      | 경산시 | 3캠퍼스, 11대학, 10대학원 |          |
| 대구대학교            | 사립      | 경산시 | 2캠퍼스, 13대학, 7대학원  |          |
| 대구예술대학교        | 사립      | 칠곡군 | 1캠퍼스, 1대학, -대학원   |          |
| 대구한의대학교        | 사립      | 경산시 | 3캠퍼스, 5대학, 3대학원   |          |
| 대신대학교            | 사립      | 경산시 | 1캠퍼스, 1대학, 2대학원   |          |
| 동국대학교 WISE캠퍼스 | 사립      | 경주시 | 1캠퍼스, 8대학, 5대학원   |          |
| 동양대학교            | 사립      | 영주시 | 2캠퍼스, 8대학, 3대학원   |          |
| 신경주대학교          | 사립      | 경주시 | 1캠퍼스, 3대학, 2대학원   |          |
| 영남대학교            | 사립      | 경산시 | 2캠퍼스, 16대학, 12대학원 |          |
| 영남신학대학교        | 사립      | 경산시 | 1캠퍼스, 1대학, 7대학원   |          |
| 위덕대학교            | 사립      | 경주시 | 1캠퍼스, 1대학, 5대학원   |          |
| 포항공과대학교        | 사립      | 포항시 | 1캠퍼스, 1대학, 3대학원   |          |
| 한동대학교            | 사립      | 포항시 | 1캠퍼스, 2대학, 7대학원   |          |

## 전문대학
| 이름                      | 설립 유형 | 위치           | 비고     |
| ------------------------- | --------- | -------------- | -------- |
| 경북도립대학교            | 공립      | 예천군         |          |
| 가톨릭상지대학교          | 사립      | 안동시         |          |
| 경북과학대학교            | 사립      | 칠곡군         |          |
| 경북보건대학교            | 사립      | 김천시         |          |
| 경북전문대학교            | 사립      | 영주시         |          |
| 구미대학교                | 사립      | 구미시         |          |
| 대경대학교                | 사립      | 경산시         |          |
| 문경대학교                | 사립      | 문경시         |          |
| 선린대학교                | 사립      | 포항시         |          |
| 성덕대학교                | 사립      | 영천시         |          |
| 안동과학대학교            | 사립      | 안동시         |          |
| 영남외국어대학            | 사립      | 경산시         |          |
| 포항대학교                | 사립      | 포항시         |          |
| 한국폴리텍VI대학          | 사립      | 구미시, 영주시 | 기능대학 |
| 호산대학교                | 사립      | 경산시         |          |
| 한국폴리텍대학 로봇캠퍼스 | 사립      | 영천시         |          |

## 대학원대학
| 이름                 | 설립 유형 | 위치   | 비고       |
| -------------------- | --------- | ------ | ---------- |
| 경안신학대학원대학교 | 사립      | 안동시 | 전문대학원 |

## 사이버대학
| 이름               | 설립 유형 | 위치   | 비고          |
| ------------------ | --------- | ------ | ------------- |
| 한국복지사이버대학 | 사립      | 경산시 | 전문학사 학위 |

## 같이 보기
- 대한민국의 대학 목록
- 대구광역시의 대학 목록
- 울산광역시의 대학 목록
- 부산광역시의 대학 목록
- 강원특별자치도의 대학 목록
- 충청북도의 대학 목록
- 전북특별자치도의 대학 목록
- 경상남도의 대학 목록